# ZX Format
ZX Format (также ZX-Format) — российское электронное издание в формате журнала, посвящённое компьютеру ZX Spectrum. Первый выпуск вышел в ноябре 1995 года, последний 11 июля 1998 года, всего вышло 8 номеров журнала. ZX Format выпускался творческой группой XL Design, находящейся в Санкт-Петербурге.
Журнал распространялся в электронном виде в виде компьютерной программы. Для своего времени содержание отличалось поддержкой манипулятора «мышь». В журнале публиковались как материалы по программному и аппратному обеспечению ZX Spectrum, так и новости, рассказы, прохождения игр, работы демо-сцены, а в приложении имелись программы и игры.
Является одним из известных в середине 1990-х годов изданий на постсоветском пространстве, посвящённому программному и аппаратному обеспечению компьютера ZX Spectrum. Оценивая издание, рецензенты отмечали высокий технический уровень исполнения выпусков и хорошее качество материалов для программистов, а критике подверглись публикуемые новости, рассказы и прохождения компьютерных игр.

## История
Решение о создании журнала было принято 5 июля 1995 года творческой группой в качестве противовеса московскому «Спектрофону». По словам создателей издания, условием возникновения стала нехватка в Санкт-Петербурге сpедств массовой инфоpмации по компьютеру ZX Spectrum. Сначала был запланирован выпуск первого номера к концу августа, но впоследствии сроки сместились на сентябрь, на октябрь, и далее на ноябрь, и все это время у журнала не было названия. Состав рабочей группы менялся, но в конце концов осталось 4 человека, которые составили XL Design. Первый номер вышел в ноябре 1995 года, а второй — 30 декабря того же года. С начала 1996 года распространением выпусков занялся коллектив «Инфорком», издавая журнал за пределами Санкт-Петербурга.
Основателем журнала является Андрей Рачкин, который работал над номерами в качестве главного редактора до сентября 1996 года. После эту роль на себя взял Максим Романов. Программированием занимался Сергей Павлов, главным редактором ZX Format являлся Анатолий Аксёнов, за связи с общественностью отвечал Роман Александров. Редакторы решали вопросы дизайна журнала, авторов статей различных выпусков, которые сотрудничали с редакцией, было «очень много».

## Содержание
Программная реализация журнала представляла собой набор меню выпадающего списка с поддержкой «мыши». В выпусках предлагались обзоры новых компьютерных игр и описание старых, публиковались новеллы по ним, присутствовала таблица десятка наиболее популярных игр месяца. ZX Format содержал ряд материалов для программистов, которые были ориентированы как на начинающего пользователя, так и на профессионала. Дополнительно размещалась информация об аппаратном обеспечении ZX Spectrum — различных модификациях компьютеров, их периферийных устройств и производителях. В журнале имелось приложение с программами и играми, которые мог запускать читатель журнала. В выпуски включались работы демо-сцены, имелся раздел «Отдохнём», где размещались рассказы.

## Мнения
После выхода первых выпусков ZX Format в журнале «ZX-Ревю» вышла обзорная статья, посвящённая новому изданию. В ней были оставлены положительные отзывы по техническому уровню исполнения выпусков: вложенность меню, поддержка мыши или джойстика, программная анимация, музыкальное сопровождение и так далее. По мнению критиков, реализация была такова, что номер лучше «один раз увидеть». Также хорошо отозвались о содержимом журнала, и высказано было пожелание не снижать планку качества, так как для длительных периодических выпусков это сложно.
В 1996 году журнале Adventurer проводился обзор игровой прессы ZX Spectrum, в том числе и ZX Format. Были оставлены хорошие отзывы по реализации интерфейса и материалам для программистов. Рассказы были описаны как скучные, а новости журналистам показались «чересчур неоднозначными и расплывчатыми», которые были специфичны для Санкт-Петербурга. Отмечено, что обзоры игр таковы, что их содержимое либо недостаточно для прохождения, либо избыточно и лишает интереса. Критики заметили случаи тавтологии и опечаток.
В 2011 году в статье журнала «Компьютерра», посвящённой прессе платформы ZX Spectrum, журнал был упомянут в качестве одного из известных среди сотен наименований.